# Воля Уханьська
Воля Уханьська (пол. Wola Uchańska) — село в Польщі, у гміні Ухані Грубешівського повіту Люблінського воєводства. Населення — 197 осіб (2011).

## Історія
21-25 червня 1947 року під час операції «Вісла» польська армія виселила зі села на приєднані до Польщі північно-західні терени 3 українців. У селі залишилося 276 поляків. Ще 20 невиселених українців підлягали виселенню.
У 1975—1998 роках село належало до Замойського воєводства.

## Населення
Демографічна структура станом на 31 березня 2011 року:
|          | Загалом | Допрацездатний вік | Працездатний вік | Постпрацездатний вік |
| -------- | ------- | ------------------ | ---------------- | -------------------- |
| Чоловіки | 105     | 28                 | 60               | 17                   |
| Жінки    | 92      | 14                 | 52               | 26                   |
| Разом    | 197     | 42                 | 112              | 43                   |